# پرنده فیچر
پرنده فیچر (به آلمانی: Fitchers Vogel) یک افسانه آلمانی است که توسط برادران گریم گردآوری شده است. و در جلد اول کتاب قصه‌های برادران گریم منتشر شده است. این داستان در شاخص آرنه–تامپسون–اوتر از نوع ۳۱۱ شماره‌گذاری شده است.
یکی دیگر از داستان‌های این نوع داستان ایتالیایی چگونه شیطان با سه خواهر ازدواج کرد است که برادران گریم به شباهت نزدیک آن به داستان نروژی پیرزن و مرغش اشاره کردند. همچنین شباهت‌های به داستان ریش‌آبی دارد که در دسته‌بندی آرنه–تامپسون–اوتر از نوع ۳۱۲ است.

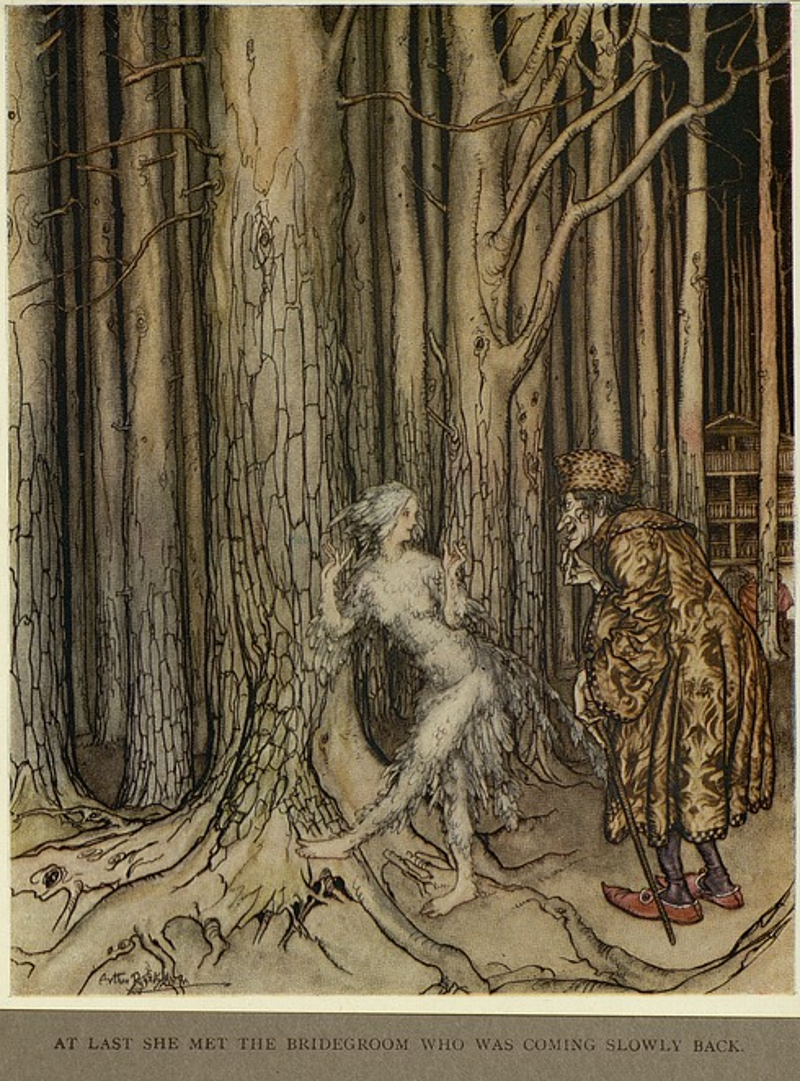
تصویرنگاری ۱۹۱۷

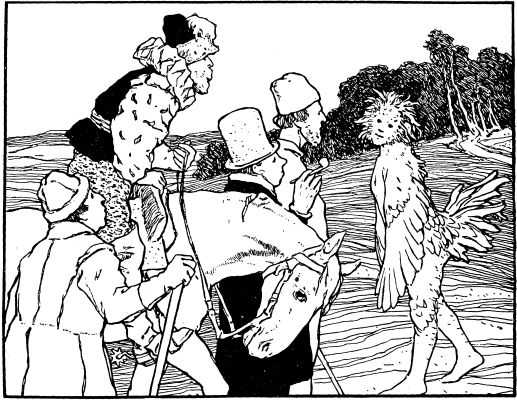
تصویرنگاری ۱۹۰۹

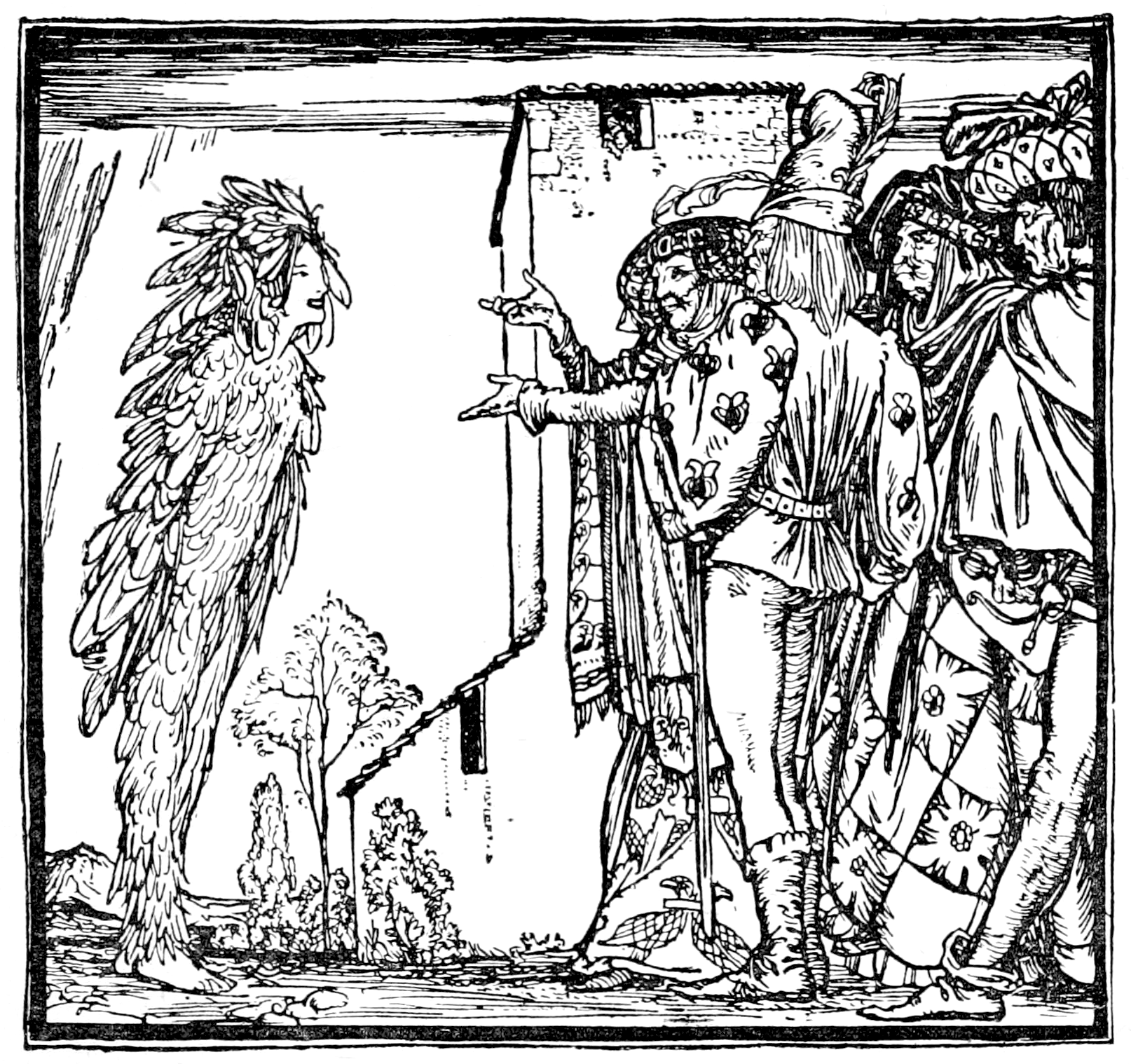
تصویرنگاری ۱۹۱۲

## داستان
یک جادوگر برای گدایی به خانه‌ها می‌رود، اما در واقع به دنبال دخترانی زیبا می‌گردد. مردی سه دختر زیبا دارد و یک روز دژبان با سبدی در خانه اش را می‌زند. دختر بزرگ در را باز می‌کند و می‌خواهد به گدا نان بدهد، اما ناگهان با دست زدن به گدا مجبور می‌شود به داخل سبد بپرد. او را به خانه اش در جنگل تاریک می‌برد و هر آنچه را که می‌خواهد به او می‌دهد. بعد از چند روز به مسافرت می‌رود و کلید خانه را به دختر می‌دهد. او اجازه دارد همه چیز را به جز یک اتاق ببیند. اگر آن در را باز کند، کشته خواهد شد. او یک تخم مرغ به او می‌دهد و او باید همیشه آن را با خود حمل کند. اگر گم شود، حوادث بزرگی رخ می‌دهد.
مرد می‌رود و دختر به تمام خانه نگاه می‌کند. همه چیز نقره و طلا است و دختر تا به حال چیزی به این زیبایی ندیده است. او به در ممنوعه می‌آید و می‌خواهد از کنارش رد شود، اما کنجکاوی او خیلی زیاد می‌شود. به کلیدها نگاه می‌کند و قفل را باز می‌کند. در مرکز اتاق یک حوض بزرگ پر از خون و افراد تکه‌تکه شده است. یک قطعه خرد کننده با یک تبر درخشان وجود دارد و او سعی می‌کند خون را بمالد. مرد برمی گردد و کلید و تخم مرغ را می‌خواهد. دختر وسایل را پس می‌دهد و او بلافاصله می‌بیند که در اتاق ممنوعه بوده است. او را با موهایش به داخل اتاق می‌کشد، سرش را می‌برید و جسد را داخل لگن می‌اندازد.
یک بار دیگر جنگجو به عنوان یک گدا به راه می‌افتد و دختر دوم در را باز می‌کند. او را لمس می‌کند و او را می‌برد، او همچنین نمی‌تواند کنجکاوی خود را کنترل کند. او نیز کشته می‌شود و جنگجو به دنبال خواهر سوم می‌شود. اما او باهوش و حیله‌گر است و وقتی تخم مرغ و کلیدها را می‌گیرد، آنها را با احتیاط کنار می‌گذارد. به خانه نگاه می‌کند و وارد اتاق ممنوعه می‌شود، خواهرانش را می‌بیند و اجساد را جمع می‌کند. آنها شروع به حرکت می‌کنند و چشمان خود را باز می‌کنند، آنها دوباره زنده هستند و از دیدن دوباره یکدیگر خوشحال می‌شوند. مرد به خانه می‌آید و کلید و تخم مرغ را می‌خواهد، خونی روی آن نیست و تصمیم می‌گیرد با این زن ازدواج کند. او اکنون هیچ قدرتی بر او ندارد و اکنون باید کاری را که او می‌خواهد انجام دهد.
او از او می‌خواهد که یک سبدی پر از طلا برای والدینش بیاورد، در حالی که او برای عروسی آماده می‌شود. زن به سمت خواهرانش می‌دود و آنها را در سبدی پنهان می‌کند و آنها را با طلا می‌پوشاند. جنگجو برای گرفتن سبد می‌آید و زن هشدار می‌دهد که می‌تواند هر کاری را که او انجام می‌دهد از پنجره ببیند. وقتی در راه برای استراحت می‌رود، پرستاری فریاد می‌زند که از پنجره می‌بیند که او ایستاده است. مرد به راه رفتن ادامه می‌دهد و به زودی به خانه پدر و مادر می‌رسد.
زن دوستان جنگجو را دعوت می‌کند و جمجمه‌ای را با دندان‌های خروشان برمی‌دارد. او یک روسری و یک تاج گل روی آن می‌گذارد و اجازه می‌دهد از پنجره به بیرون نگاه کند. خودش را در خمره عسل فرو می‌برد، تخت را باز می‌کند و از میان چشمه‌ها غلت می‌زند. او مانند یک پرنده شگفت‌انگیز بیرون می‌رود و به مهمانان عروسی می‌گوید که از خانه Vlerk Vleerken آمده است. او می‌گوید که عروس خانه را از بالا به پایین جارو کرده و اکنون از پنجره اتاق زیر شیروانی بیرون را نگاه می‌کند. داماد هم می‌پرسد اهل کجاست و خودش هم همین را می‌گوید. جمجمه تزئین شده را می‌بیند و با مهربانی سلام می‌کند. وقتی می‌رود داخل و مهمانانش را می‌بیند، برادران و اقوام عروس می‌آیند. تمام درهای خانه را قفل می‌کنند و آن را به آتش می‌کشند، جنگجو و نوچه‌هایش در شعله‌های آتش هلاک می‌شوند.